# 中京ヤングバトルシリーズ
中京ヤングバトルシリーズ（ちゅうきょうヤングバトルシリーズ）は、日本中央競馬会が中京競馬場で開催していた若手騎手限定のポイント制競走である。

## 概要
2009年12月の第4回中京競馬は6日間の開催日すべてに「若手騎手限定競走」が組み込まれていた。このこともあって、「若手騎手のアピールの場を提供する」意味合いも込めてこのシリーズが企画された。
初回は中京競馬場で行われた1開催6日間のすべてのレースを対象に、若手騎手限定競走と同じく「開催初日までの時点で騎手免許取得後7年以内・勝利度数100以下」の騎手に参加資格が与えられた。期間中の同競走に使用するゼッケンは左側の馬名部分に特製ロゴが記される。また、競馬場の通路には若手騎手の氏名入り特製のぼりを多く設置している。
優勝者には特製の鞍が贈られる。
なお、2010年1月 - 2月の第1回中京競馬にて第2回シリーズが開催された。2011年は中京競馬場の馬場改修工事により、中京競馬場自体の開催がないため行われず、事実上休止となった。

## ポイント
- 重賞競走 - 1着30P、2着15P
- 若手騎手限定競走 - 1着10P、2着5P、3着4P、4着3P、5着2P、6着1P
- それ以外の競走（特別戦含む） - 1着15P

## 結果

### 2009年
- 優勝 - 国分恭介（55P)
- 2位 - 的場勇人[1]（46P）
- 3位 - 丸田恭介（39P）

### 2010年
- 優勝 - 国分恭介（75P）
- 2位 - 丸田恭介（45P）
- 3位 - 宮崎北斗（44P）